# قطيب (بني العوام)

تعديل مصدري - تعديل

قطيب هي إحدى قرى عزلة ردمان بمديرية بني العوام التابعة لمحافظة حجة، بلغ تعداد سكانها 253 نسمة حسب تعداد اليمن لعام 2004.